# Exil (magazine)
Pour les articles homonymes, voir Exil (homonymie).
 (avil 2022).
Exil est un magazine de bande dessinée québécoise consacré principalement à la science-fiction et au fantastique publié irrégulièrement à Montréal au Québec (Canada) pendant les années 1990.

## Description du contenu
Le contenu de Exil est composé exclusivement de bandes dessinées et d'illustrations inédites en noir et blanc.
Les collaborateurs sont tous d'origine canadienne et sont francophones provenant majoritairement de la région de Montréal.

## Historique
Le magazine Exil, édité par les Éditions Amérisque est publié de façon irrégulière même si annoncé trimestriel au Québec de décembre 1993 à avril 1998 pendant quatre numéros.
Le projet Exil est une initiative pour promouvoir la création de bandes dessinées québécoises.
Il est lancé à Montréal en 1993.
Exil porte en sous-titre Bande-dessinée (sic).
Distribué partout au Québec dans les kiosques à journaux et les librairies spécialisées.
Dans les pages de Exil, l'éventail de bandes dessinées couvre un champ d'intérêt qui touche surtout à la science-fiction et au fantastique, dans le style réaliste et humoristique.
Plusieurs des auteurs de Exil deviennent des professionnels de la bande dessinée chez de grands éditeurs : Michel Lacombe et Yanick Paquette aux États-Unis, Simon Dupuis et François Miville-Deschênes en Europe.
En 2002, le magazine Exil se transforme en une série d'albums de bandes dessinées.

## Fiche technique
- Éditeur : Éditions Amérisque, (Montréal) ;
- Format : 21,5 x 28 cm ;
- Nombre de pages : 68 ;
- Type de papier : couverture en papier couché, intérieur mat ;
- Impression : couverture en quadrichromie, intérieur noir et blanc ;
- Périodicité : irrégulière ;
- Numéro 1 : 1993 ;
- Numéro 4 : 1998 (dernier numéro).

## Collaborateurs
Quelques-uns de ces artistes travaillent sous un pseudonyme.

### Auteurs de bandes dessinées
Les auteurs de bande dessinée québécois sont généralement à la fois dessinateur et scénariste.
Il arrive qu'ils ne pratiquent qu'une seule de ces deux disciplines, travaillant alors en équipe avec quelqu'un de l'autre discipline.
- Patrick Adolphe (à titre de scénariste) ;
- Audy (Ghislain Cloutier) ;
- Avary (Jean-François April) ;
- Daniel Beaudin ;
- Hugo Berger ;
- Steve Berthiaume ;
- François Damien Bordez ;
- Nicolas Breault ;
- Burano ;
- Carbo (Michel Carbonneau) ;
- Martin Caya ;
- Pascal Colpron ;
- Numa Dallaire ;
- Dominique Desbiens ;
- Florent Dufort ;
- Simon Dupuis ;
- Jean-Pierre Duplessis ;
- Gabrielle Grimard ;
- Patrick Hay ;
- Jocelyn Jalette ;
- Marc Jetté ;
- Michel Lacombe ;
- Michèle Laframboise ;
- Lehou (Nicolas Lehoux) ;
- François Miville-Deschênes ;
- Marc Pageau ;
- Yanick Paquette ;
- André Poliquin ;
- Alexandre Popovic ;
- Robert Rivard ;
- Bruno Rouyère ;
- Carlos Santos ;
- Philippe Trottier ;
- Michel Shang ;
- Pierre Villeneuve.